# Paca muntanyenca
La paca muntanyenca (Cuniculus taczanowskii) és una espècie de mamífer rosegador de la família dels cunicúlids. Viu a les muntanyes de Bolívia, Colòmbia, l'Equador, el Perú i Veneçuela. El seu hàbitat natural són els boscos montans. Està amenaçada per la destrucció i fragmentació del seu hàbitat, així com la caça.
Aquest tàxon fou anomenat en honor del zoòleg polonès Władysław Taczanowski.